# 21 شعبان
- السبت
- الأحد
- الاثنين
- الثلاثاء
- الأربعاء
- الخميس
- الجمعة

- 2525 يناير 2025
- 2626 يناير 2025
- 2727 يناير 2025
- 2828 يناير 2025
- 2929 يناير 2025
- 3030 يناير 2025
- 131 يناير 2025
- 21 فبراير 2025
- 32 فبراير 2025
- 43 فبراير 2025
- 54 فبراير 2025
- 65 فبراير 2025
- 76 فبراير 2025
- 87 فبراير 2025
- 98 فبراير 2025
- 109 فبراير 2025
- 1110 فبراير 2025
- 1211 فبراير 2025
- 1312 فبراير 2025
- 1413 فبراير 2025
- 1514 فبراير 2025
- 1615 فبراير 2025
- 1716 فبراير 2025
- 1817 فبراير 2025
- 1918 فبراير 2025
- 2019 فبراير 2025
- 2120 فبراير 2025
- 2221 فبراير 2025
- 2322 فبراير 2025
- 2423 فبراير 2025
- 2524 فبراير 2025
- 2625 فبراير 2025
- 2726 فبراير 2025
- 2827 فبراير 2025
- 2928 فبراير 2025

21 شعبان أو 21 شعبان المُعَظّم أو يوم 21 \ 8 (اليوم الحادي والعشرون من الشهر الثامن) هو اليوم الثامن والعُشرون بعد المائتين (228) من أيَّام السنة (أو التاسع والعُشرون بعد المائتين لو كان شهر جمادى الآخرة مُتممًا لليوم الثلاثين أو الثلاثون بعد المائتين لو أتم كلًا من صفر وربيع الآخر وجمادى الآخرة ثلاثين يومًا) وفق التقويم الهجري القمري (العربي). يبقى بعده 126 أو 127 يومًا لانتهاء السنة.

## أحداث
- 489 هـ - إعلان البابا أوربان الثاني بدء الحملة الصليبية الأولى، على أن تتجمع الجيوش الأوروبية في القسطنطينية، وتتأهب لبدء الحملة على المشرق الإسلامي، والاستيلاء على بيت المقدس، وتخليصه من أيدي المسلمين.
- 559 هـ - صلاح الدين الأيوبي يستعيد حمص من يد الصليبيين بعد أن حاصرها، وبفتحها صار أكثر الشام تحت يده.
- 1006 هـ - الجيش الألماني يستولي على مدينة يانق قلعة الواقعة على بُعد 100 كم في الجنوب الشرقي لفيينا بطريقة ذكية، حيث قامت وحدة تتكلم التركية بالدخول إلى القلعة ومهدت الطريق لدخول الجنود الألمان إلى القلعة والسيطرة عليها.
- 1333 هـ - وقوع معركة الدكيم في منطقة لحج اليمنية، وانتصرت فيها القوات اليمنية التركية على قوات سلطان لحج علي بن أحمد، الموالية للإنجليز، ودخلت لحج، وانسحب منها سلطانها علي بن أحمد العبدلي إلى عدن.
- 1342 هـ - افتتاح جلسات المجلس التأسيسي في المملكة العراقية.
- 1383 هـ - إصدار الدستور المؤقت لليمن الشمالي.
- 1389 هـ - توقيع اتفاق لوقف إطلاق النار بين الحكومة اللبنانية ومنظمة التحرير الفلسطينية.
- 1397 هـ - رئيس الوزراء الإسرائيلي مناحم بيجن يقرر فرض التشريع الإسرائيلي على الضفة الغربية.
- 1399 هـ - استقالة أحمد حسن البكر من رئاسة الجمهورية العراقية، وصدام حسين يتولى مقاليد السلطة.
- 1402 هـ - الأمير فهد بن عبد العزيز يتولى الحكم في المملكة العربية السعودية بعد وفاة الملك خالد بن عبد العزيز.
- 1411 هـ - آية الله العظمى السيد أبو القاسم الخوئي يصدر بيانًا يعلن فيه عن تشكيل لجنة عليا لإدارة شؤون العراق والإشراف على مسيرة الانتفاضة الشعبية الشعبانية.
- 1416 هـ - وصول القوات الروسية إلى البوسنة والهرسك للمشاركة في تطبيق اتفاق دايتون للسلام.
- 1436 هـ - بلدية باريس تنتهي من نزع أقفال الحب بالكامل من على جسر الفنون المشهور، والفنان الفرنسي من أصل تونسي إل سيد ينتهي من الرسم بالغرافيتي والخط العربي عليه بدعوة من البلدية.
- 1439 هـ -
  - فوز تحالف مهاتير محمد في الانتخابات العامة في ماليزيا بأغلبية 125 مقعد ليصبح رئيساً لوزراء ماليزيا للمرة الثانية له.
  - الرئيس الأمريكي دونالد ترامب يُعلن انسحاب بلاده من الاتفاق النووي المُبرم مع إيران مُنذُ 11 جُمادى الآخرة 1436هـ.
- 1442 هـ - حملة اعتقالات في الأردن تشمل حسن بن زيد (من الأسرة المالكة) ورئيس الديوان الملكي السابق، ووساطة الأمير الحسن بن طلال لفك الإقامة الجبرية عن ولي العهد السابق حمزة بن الحسين.
- 1446 هـ - اعتمد الملك سلمان بن عبد العزيز آل سعود ملك المملكة العربية السعودية رمزًا لعملة الريال السعودي.

## مواليد
- 506هـ - أبو سعد السمعاني، مؤرخ ونسَّابة مسلم.
- 1199هـ - إبراهيم قفطان، فقيه وشاعر عراقي.
- 1335هـ - أسمهان، مغنية وممثلة مصرية سورية.
- 1359هـ - سيد حجاب، شاعر مصري.
- 1360هـ - أحمد سمير، مذيع مصري.
- 1385هـ - سليمان بوغيث، الناطق الرسمي لتنظيم القاعدة.
- 1390هـ - داليا البحيري، ممثلة مصرية.
- 1397هـ - هيثم مصطفى، لاعب كرة قدم سوداني.
- 1399هـ - أحمد السعدني، ممثل مصري.
- 1400هـ - شيكو، ممثل مصري.
- 1401هـ - محمد حبيل، لاعب كرة قدم بحريني.
- 1407هـ - خالد الرشيدي، لاعب كرة قدم كويتي.
- 1420هـ - شهد عبد الله، ممثلة لبنانية تعمل في الكويت.

## وفيات
- 504هـ - بوهيموند الأول، أمير أنطاكية.
- 1208هـ - أحمد العروسي، شيخ الجامع الأزهر الحادي عشر.
- 1402هـ - خالد بن عبد العزيز آل سعود، ملك المملكة العربية السعودية.
- 1440هـ - عبد اللطيف عربيات، رئيس أسبق لمجلس النواب الأردني وأمين عام أسبق لحزب جبهة العمل الإسلامي.

## وصلات خارجية
- موقع قصة الإسلام: حدث في شهر شعبان.